# توروبتس
توروبتس (بالروسية: Торопец) هي إحدى مدن روسيا في الكيان الفدرالي الروسي تفير أوبلاست.

## أعلام
- أليكسي كوروباتكين